# Xã Belmont, Quận Iroquois, Illinois
Xã Belmont (tiếng Anh: Belmont Township) là một xã thuộc quận Iroquois, tiểu bang Illinois, Hoa Kỳ. Năm 2010, dân số của xã này là 2.610 người.